# スパルタクス団
スパルタクス団（スパルタクスだん、ドイツ語: Spartakusbund）は、1915年から1918年まで存在したドイツの急進主義的なマルクス主義者らによる政治団体。ドイツ社会民主党の分派として誕生し、ドイツ共産党の前身となった。名称は共和政ローマのスパルタクスより。

## 前史
ドイツ社会民主党が1914年8月4日に戦時公債を承認したときから、党内左派はカール・リープクネヒト、ローザ・ルクセンブルク、フランツ・メーリング、クララ・ツェトキンを中心として反対派を形成し、1915年7月の党指導部宛の抗議書簡として公然となった。反対派は「労働共同体」の支持者と「グルッペ・インターナツィオナーレ」 (Gruppe Internationale) に分裂し、後者は1916年初めにリープクネヒト宅で自立的な全国協議会を開き、ルクセンブルクが起草した指針を採択し、独自の刊行物を発行することが決定された。この非合法の冊子（スパルタクス書簡 (Spartakusbriefen) ）のために提案されたペンネームとして「スパルタクス」が用いられ、以来「グルッペ・インターナツィオナーレ」は「スパルタクスグルッペ（スパルタクス・グループ）」 (Spartakusgruppe) として知られるようになる。
主要なメンバーが逮捕、保護拘禁されていたためにスパルタクス書簡の維持と配布という危険な仕事は、レオ・ヨギヘスの受け持つところとなった。組織者・編集者として非凡な才能を発揮したヨギヘスは警察の追及をかわし冊子の販売部数を伸ばしつつ、グループの連絡を保っていた。寄稿の多くはルクセンブルクで他にメーリング、リープクネヒト、パウル・レヴィ、J・カルスキー、エルンスト・マイヤーなどが他の論文や記事を書いている。

## 戦術と理論
ローザ・ルクセンブルクはスパルタクス団唯一の政治理論家であり、戦時中に「ユニウス」というペンネームで著したパンフレットの中で、プロレタリアートの権力獲得を目的とした労働者による祖国防衛というプログラムを展開していた。しかし一方、ブルジョア国家の起こした戦争はどんなものであれ支持することはできない、とも考えていた。帝国主義の時代では全ての戦争が大資本の競争から起こるのであり、ドイツが勝とうが負けようが労働者にとっては有害である。労働者は民族戦争を拒否し、革命により権力を握ることによってのみ救われる。1914年の戦時公債を承認したときに第二インターナショナルは死んだため、労働者階級の新しい独自の行動は戦時公債の拒否とともに始めることができる、と彼女は主張した。
権力奪取の方法、革命後の組織についてローザはなにも明確なことは書いていない。彼女はボリシェヴィキのような「党の独裁」というやり方へのもっとも厳しい批判者であり、サンディカリズム的な大衆の自然発生的な行動に対する信頼があるのみだった。1918年11月のドイツ革命勃発で解放されたスパルタクス団の指導者には、何の準備もなかったということになる。

## ロシア革命からドイツ革命へ

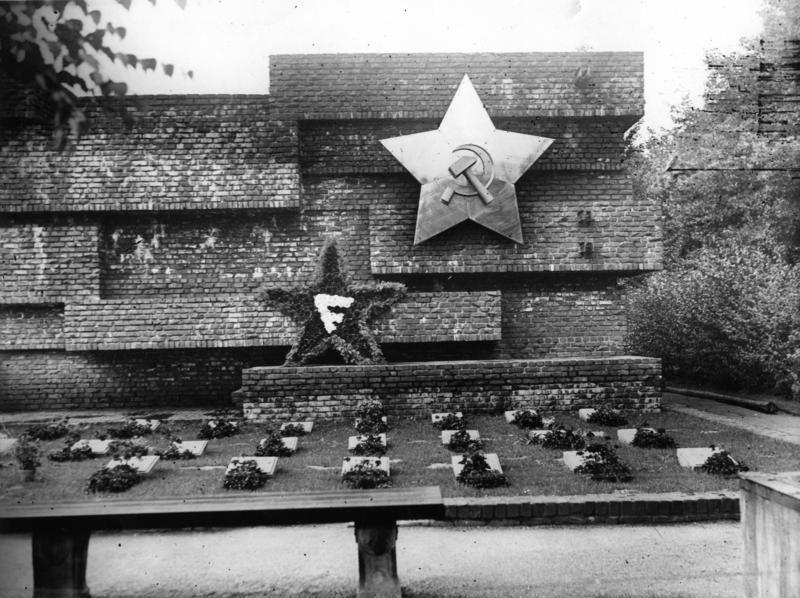
ミース・ファン・デル・ローエが設計したスパルタクス団蜂起の記念碑（革命記念碑）。ナチスにより破壊され、現存しない

1917年のロシア革命をスパルタクス団は熱烈に歓迎し、世界大戦は世界革命に転化し始めた、と判断した。スパルタクス書簡は大衆に革命をうながしたが、この宣伝は見るべき効果を上げなかった。1918年1月のストライキ集会に代表者を送ることもできず、一般の労働者の気分は「平和と民主主義」のスローガンを離れなかった。10月7日ベルリンでスパルタクスの秘密会議が開かれ、労働者と兵士に対する呼びかけをし、社会主義をドイツで行うようにと訴えた。
ところが11月4日キール軍港の水兵たちの蜂起からドイツ革命が始まり、スパルタクス団は不意をつかれた。11月10日に多数派社会民主党と独立社会民主党の連合が成立し、スパルタクスは反対派として党の外にとどまり、ベルリンの独立社会民主党内に形成されていた急進左派の「革命的オプロイテ」(de) と接近した。ヴァイマール共和国の政府への反対・煽動が続けられ、12月6日にはベルリンで共和国兵士がスパルタクス団のデモ行進に発砲し、16名の死者を出す。12月30日ベルリンでスパルタクス団の党大会が招集され、独立社会民主党から正式に分離し、「ドイツ共産党」 (Kommunistische Partei Deutschlands) という名称の新党が成立した。